# Actinacanthus tricarinatus
Actinacanthus tricarinatus is een vlokreeftensoort uit de familie van de Epimeriidae. De wetenschappelijke naam van de soort is voor het eerst geldig gepubliceerd in 1883 door Stebbing.